# Colombier-Fontaine
Pour les articles homonymes, voir Colombier et Fontaine.
Colombier-Fontaine est une commune française située dans le département du Doubs, la région culturelle et historique de Franche-Comté et la région administrative Bourgogne-Franche-Comté.
Ses habitants sont appelés les Cros.

## Géographie
Colombier-Fontaine se trouve à 14 km de Montbéliard, 36 km de Belfort et 70 km de Besançon.

### Climat
Pour des articles plus généraux, voir Climat de la Bourgogne-Franche-Comté et Climat du Doubs.
En 2010, le climat de la commune est de type climat de montagne, selon une étude du Centre national de la recherche scientifique s'appuyant sur une série de données couvrant la période 1971-2000. En 2020, Météo-France publie une typologie des climats de la France métropolitaine dans laquelle la commune est exposée à un climat semi-continental et est dans la région climatique  Jura, caractérisée par une forte pluviométrie en toutes saisons (1 000 à 1 500 mm/an), des hivers rigoureux et un ensoleillement médiocre.
Pour la période 1971-2000, la température annuelle moyenne est de 10 °C, avec une amplitude thermique annuelle de 17,1 °C. Le cumul annuel moyen de précipitations est de 1 348 mm, avec 12,5 jours de précipitations en janvier et 10,8 jours en juillet. Pour la période 1991-2020, la température moyenne annuelle observée sur la station météorologique de Météo-France la plus proche, « Medière », sur la commune de Médière à 7 km à vol d'oiseau, est de 11,5 °C et le cumul annuel moyen de précipitations est de 1 105,2 mm. 
La température maximale relevée sur cette station est de 40,2 °C, atteinte le 24 juillet 2019 ; la température minimale est de −17 °C, atteinte le 5 février 2012,,.
Les paramètres climatiques de la commune ont été estimés pour le milieu du siècle (2041-2070) selon différents scénarios d'émission de gaz à effet de serre à partir des nouvelles projections climatiques de référence DRIAS-2020. Ils sont consultables sur un site dédié publié par Météo-France en novembre 2022.

## Urbanisme

### Typologie
Au 1er janvier 2024, Colombier-Fontaine est catégorisée bourg rural, selon la nouvelle grille communale de densité à 7 niveaux définie par l'Insee en 2022.
Elle appartient à l'unité urbaine de Colombier-Fontaine, une agglomération intra-départementale dont elle est ville-centre,. Par ailleurs la commune fait partie de l'aire d'attraction de Montbéliard, dont elle est une commune de la couronne,. Cette aire, qui regroupe 137 communes, est catégorisée dans les aires de 50 000 à moins de 200 000 habitants,.

### Occupation des sols
L'occupation des sols de la commune, telle qu'elle ressort de la base de données européenne d’occupation biophysique des sols Corine Land Cover (CLC), est marquée par l'importance des forêts et milieux semi-naturels (50,3 % en 2018), en augmentation par rapport à 1990 (49,4 %). La répartition détaillée en 2018 est la suivante : 
forêts (50,3 %), zones agricoles hétérogènes (25,4 %), zones urbanisées (10,3 %), prairies (6,6 %), zones industrielles ou commerciales et réseaux de communication (5 %), eaux continentales (2,4 %). L'évolution de l’occupation des sols de la commune et de ses infrastructures peut être observée sur les différentes représentations cartographiques du territoire : la carte de Cassini (XVIIIe siècle), la carte d'état-major (1820-1866) et les cartes ou photos aériennes de l'IGN pour la période actuelle (1950 à aujourd'hui).

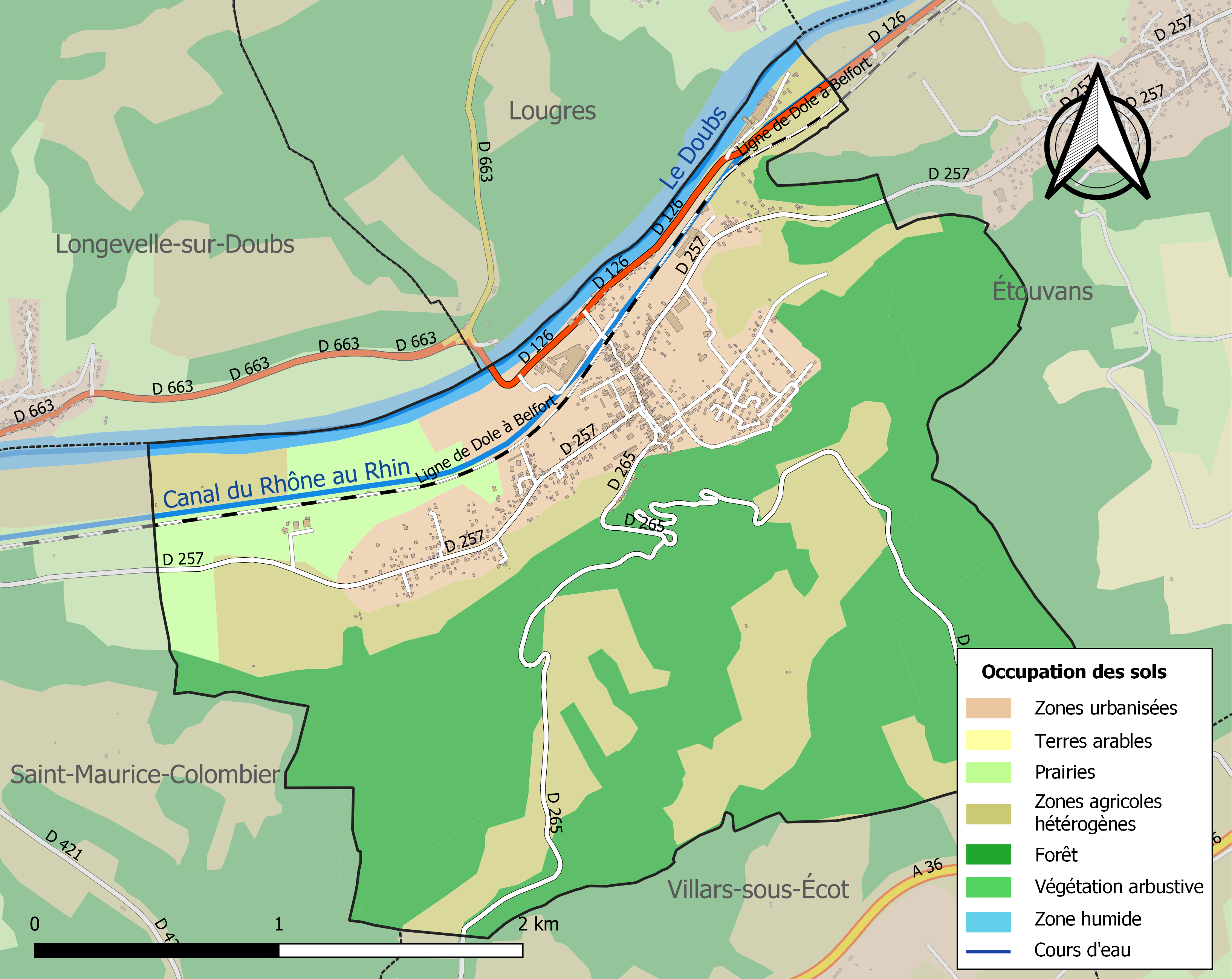
Carte des infrastructures et de l'occupation des sols de la commune en 2018 (CLC).

## Histoire

### Premières traces d'habitation
De nombreuses trouvailles archéologiques ont été faites sur le territoire communal depuis le XIXe siècle ; celles-ci montrent que ce lieu a été colonisé par l'homme depuis plus de 2000 ans.
- Au pied des Roches, au sud du village, on découvrit en 1876 divers objets de l'époque néolithique (silex taillés, pointe de flèche) avec un site probablement d'abri sous roche.
- La période romaine a donné des vestiges plus abondants aux Neufs Prés le long de la voie romaine (Vesontio – Epomanduodurum : Besancon-Mandeure). Cette voie est portée sur les cartes dès le XVIIIe siècle (Cassini) et sur les cartes d’état-major. Les premiers témoignages furent trouvés lors du creusement du canal du Rhône au Rhin en 1825, près du village (restes de construction, tuileaux, lacrymatoire en verre contenant un anneau d’or, objets en bronze, fer et médailles). Vers 1885, sur le chemin d'Etouvans, à 1 km, des fouilles ont révélé de nouvelles constructions (avec chaudière en terre, une monnaie de l’empereur Antonin et une petite amphore - musée de Montbéliard).
- En 1870, près du moulin Rayot (usine de filature), on découvrit quelques sépultures barbares isolées, éléments d’un cimetière mérovingien - burgonde probablement plus vaste.

### L'origine du nom
Colombier-Fontaine est d'abord nommé Colombier (Colombir et  Colombeur dans les chartes du XIIe siècle), Colombier-Supérieur puis Colombier-Savoureux (qui signifie « habitations sur l'eau ») et enfin Colombier-Fontaine à partir du XVIIe siècle tout ceci pour le différencier de Colombier-Châtelot. Il semble que les premiers habitants de Colombier-Fontaine, ainsi que ceux de Villars-sous-Écot soient originaire des tribus bourguignonnes qui s'étaient installées dans la plaine de Mathay.

### Première mention du village
Selon les historiens, la plus vieille charte mentionnant Colombier-Fontaine serait datée de 1141. Nous n'avons pas retrouvé ce document, mais il parait sûr qu'à cette époque, le village a été du ressort du comté de Montbéliard fondé aux IXe et Xe siècles. Par ailleurs, le 8 janvier 1147, l’archevêque de Besançon, par une charte, y confirme les possessions du prieuré de Lanthenans de l’ordre de saint Augustin. Cette maison religieuse est située entre Colombier-Châtelot et le Lomont, à une distance de 8 km au sud-ouest. Le document dit ceci : « terram de Colombeyr superiori cum molendino », attestant de plus l'ancienneté des moulins sur le petit ruisseau. Un peu plus tard, le 4 mai 1177, une bulle du pape Alexandre III assure les mêmes possessions au même prieuré et désigne « ecclesiam de Colombier cum capella sua de Villar », c'est-à-dire l'église de Colombier avec sa chapelle de Villars-sous-Écot. Il en ressort que Villars-sous-Ecot était à cette époque un hameau peu considérable, dépendant de Colombier-Fontaine. Et il semble bien qu’une paroisse était constituée à Colombier, Villars en était la filiale et l’église-mère devait avoir une certaine importance dès le XIIe siècle, d'ailleurs le patronage de celles-ci bénéficiait aux seigneurs de Neuchâtel qu'ils transmirent en 1316 à Girard et Jacques de Guemonhans, aujourd'hui Goumois (Doubs), puis en 1370 au nouvel hôpital de Blamont.
Dix ans après, en 1187, le pape Grégoire VIII confirme également par une autre bulle les biens de l'abbaye de Lieu-Croissant (près de  L'Isle-sur-le-Doubs) sur la demande de l'archevêque bisontin Humbert et en particulier des terres « terras in territorio de Colombiers »...

### Le fief de Colombier-Fontaine
Colombier-Fontaine fit partie en 1282 du démembrement du comté de Montbéliard qui constitua la seigneurie du Châtelot  jusqu'en 1790.
À la différence de Colombier-Châtelot qui n’avait pas de fief. Colombier-Savoureux a été très convoité durant le Moyen Âge par les vassaux des Neuchâtel-Bourgogne, et un château y existait qui fut démoli après 1587. Mais, avant eux, avant la formation de la seigneurie du Châtelot, Thierry et Renaud de Trémoins (70) fils de Guillaume, tenaient déjà un fief comtal à Colombier-Fontaine en 1273. En 1298, Wuillemin de Trémoins tenait toujours ce fief, malgré la formation de la seigneurie du Châtelot en faveur des sires de Neuchâtel-Bourgogne en 1282.
On sait aussi que Richard de Neuchâtel-Bourgogne, fils aîné de Thiébaud Ier épousa Marguerite de Montfaucon qui possédait déjà en 1273 Lougres, Etouvans et Colombier-Fontaine. Il est possible que ces terres formèrent sa dot.
En 1284, Humbert de Longevelle écuyer, fils d'Eudes, chevalier, reprit de Thiébaud III de Neuchâtel-Bourgogne un fief à « Colombier-Saveroux » qu'il avait acquis de Simon de Falon, et ce qu'il tenait en fief de Perrin de Montbéliard. Un peu plus tard, en 1299, Villemenet, fils de Joly de Trouvans, reprit du même sire de Neuchâtel ce qu'il avait à « Logres » à « Colombier Saveroux » et à Etouvans. D'autres vassaux des Neuchâtel apparaissent au XIVe siècle avec les seigneurs de Saint-Maurice. Ainsi Jean Sauvageot de Saint-Maurice, chevalier, reprit de Thiébaud IV ce qu'il avait à Colombier-Savoureux, Saint-Maurice, Montussaint et Villars-sous-Ecot, en 1336. Un autre document le mentionne en 1340 et on suit sa descendance en 1380 avec un Jean de Saint-Maurice qui confirma au XIVe siècle l'achat des terres qu'il avait fait auprès du seigneur de Neuchâtel pour Saint-Maurice et colombier-Fontaine. Mais la branche mâle de la famille s'éteignit en 1490 et l’héritage échut à deux filles qui transmirent leurs biens à leurs héritiers.
En 1368, il y avait aussi la famille de Vaîtes. Jehan de Vaîtes et sa femme Marguerite, fille de Thiébaud de Roches, vendirent le meix qu’ils possédaient à Colombier-Fontaine à Thiébaud VI de Neuchâtel. Catherine de Dampierre, épouse de Richard de Scey, donna toutes ses dîmes qui lui revenaient de l'église de Colombier-Fontaine à la chapelle de la Vraie-Croix à L'Îsle. Au début du XVe siècle, deux vassaux des Neuchâtel, les nobles Henri de Villers et Thiébaud Berchenet tenaient des biens à Colombier. D’autres seigneurs en bénéficièrent encore aux XVe et XVIe siècles avant leur réunion au domaine direct du comte de Montbéliard dans le cadre de la seigneurie du Châtelot en 1561.

### La réforme
Le XVIe siècle fut marqué par l'introduction de la Réforme, ainsi en 1602 le duc Frédéric de Montbéliard institua Daniel Barthol pasteur à Colombier, et par la terrible invasion des Guise pendant l'hiver 1587-1588. D'horribles excès par le pillage, l’incendie et la torture, furent commis par les reîtres du duc de Lorraine. Les mêmes horreurs se répétèrent de 1633 à 1637 pendant la guerre de Trente Ans et durant 3 ans de 1635 à 1638, la peste anéantit la population du village, tant et si bien que la paroisse de Colombier mais aussi celles de Belverne et de Goumois (Doubs) furent supprimées faute d'une population suffisante.
Le pays tenta de se reconstruire mais de nouvelles menaces apparaissaient à l'horizon avec la conquête par la France de la Franche-Comté en 1674. Cela entraîna pour Colombier-Fontaine et la seigneurie du Châtelot des tribulations à la fois politiques et religieuses et qui se traduisirent de toute manière par une annexion française « de facto » en avril et mai 1700. Dès lors, sur le plan administratif et souverain, le droit du roi prévalut sur le droit du prince de Montbéliard qui, après une période de séquestre jusqu’en 1748, ne retrouva que les droits utiles, mineurs, d’un vassal vis-à-vis d’un suzerain tout puissant.

### L'annexion à la France
En 1789, le prince de Montbéliard, seigneur du Châtelot, perdit tous ses droits seigneuriaux avec leurs revenus. En 1790, la seigneurie fut également supprimée et la commune de Colombier-Fontaine entra dans le département du Doubs et dans le canton de Mathay. Ce canton fut transféré à Écot en 1800, celui-ci fut supprimé le 19 octobre 1801 et remplacé par le canton de Pont-de-Roide. Les biens ecclésiastiques qui demeuraient à Colombier-Fontaine ceux de l’hôpital de Valentigney, ceux du prieuré de Lanthenans, furent vendus comme biens nationaux vers 1793-94.
Les invasions de 1814 et de 1815 furent néfastes à Colombier-Fontaine qui dut satisfaire à de nombreuses réquisitions et au logement de troupes chez l’habitant. Par contre la guerre de 1870 causa moins d’ennuis au village. Le pont sur le Doubs, construit en pierre en 1863, sauta (3 arches) comme tous les autres de la région en 1870, ce qui protégea d’une certaine manière Colombier-Fontaine et les villages de la rive gauche du Doubs où les Prussiens ne passèrent pas et où restèrent jusqu’en janvier-février 1871 des soldats français. Le pont fut rebâti par l’État en 1873.

### La Seconde Guerre mondiale
Pendant la Seconde Guerre mondiale, Colombier-Fontaine fut marqué par plusieurs faits de résistance en relation avec la « bataille du rail ». Entre Voujeaucourt et Colombier, la ligne de chemin de fer fut plusieurs fois coupée par le maquis en juillet et août 1944. Le pont sur le Doubs sauta encore au moment de la Libération, les 15 et 16 novembre 1944, à la suite des durs combats de Saint-Maurice. Il ne fut reconstruit qu’en 1950.

## Héraldique
| Blason de Colombier-Fontaine | Blason  | D'argent à la croix de gueules cantonnée au 1) d'une combe contournée du même et au 2) d'une colombe aussi de gueules. |
| Blason de Colombier-Fontaine | Détails | Le statut officiel du blason reste à déterminer.                                                                       |

## Politique et administration
| Période                                  | Période   | Identité        | Étiquette | Qualité                              |
| ---------------------------------------- | --------- | --------------- | --------- | ------------------------------------ |
| avant 1988                               | ?         | Aimé Guillot    |           |                                      |
| mars 2001                                | juin 2013 | Claude Villard  |           | décédé en cours de mandat            |
| juillet 2013                             | mai 2020  | Danièle Lefèvre |           | Retraitée, ex-première adjointe      |
| mai 2020                                 | En cours  | Matthieu Bloch  | LR-RAD    | Clerc de Notaire, député depuis 2024 |
| Les données manquantes sont à compléter. |           |                 |           |                                      |

## Population et société

### Démographie
L'évolution du nombre d'habitants est connue à travers les recensements de la population effectués dans la commune depuis 1793. Pour les communes de moins de 10 000 habitants, une enquête de recensement portant sur toute la population est réalisée tous les cinq ans, les populations de référence des années intermédiaires étant quant à elles estimées par interpolation ou extrapolation. Pour la commune, le premier recensement exhaustif entrant dans le cadre du nouveau dispositif a été réalisé en 2008.

En 2022, la commune comptait 1 215 habitants, en évolution de −6,54 % par rapport à 2016 (Doubs : +1,88 %, France hors Mayotte : +2,11 %).
| 1793 | 1800 | 1806 | 1821 | 1831 | 1836 | 1841 | 1846 | 1851 |
| ---- | ---- | ---- | ---- | ---- | ---- | ---- | ---- | ---- |
| 315  | 313  | 331  | 388  | 414  | 409  | 432  | 413  | 415  |

| 1856 | 1861 | 1866 | 1872 | 1876 | 1881 | 1886 | 1891 | 1896 |
| ---- | ---- | ---- | ---- | ---- | ---- | ---- | ---- | ---- |
| 388  | 442  | 504  | 505  | 509  | 469  | 502  | 486  | 490  |

| 1901 | 1906 | 1911 | 1921 | 1926 | 1931 | 1936 | 1946 | 1954 |
| ---- | ---- | ---- | ---- | ---- | ---- | ---- | ---- | ---- |
| 444  | 497  | 673  | 787  | 863  | 938  | 990  | 887  | 955  |

| 1962  | 1968  | 1975  | 1982  | 1990  | 1999  | 2006  | 2008  | 2013  |
| ----- | ----- | ----- | ----- | ----- | ----- | ----- | ----- | ----- |
| 1 172 | 1 236 | 1 371 | 1 370 | 1 523 | 1 482 | 1 422 | 1 408 | 1 356 |

| 2018  | 2022  | - | - | - | - | - | - | - |
| ----- | ----- | - | - | - | - | - | - | - |
| 1 233 | 1 215 | - | - | - | - | - | - | - |

### Enseignement
La commune possède une école maternelle et une école primaire.
Les élèves peuvent également profiter d'un service périscolaire et d'une cantine.

### Santé
la commune possède sur son territoire une maison médicale avec plusieurs praticiens de santé (médecins généralistes, cabinets infirmiers...)
Un cabinet dentiste et également présent.
Une clinique est présente a Montbéliard 
L'hôpital le plus proche est l'hôpital Nord Franche-Comté situé à Trévenans, dans le sud du Territoire de Belfort (département voisin),.

## Lieux et monuments

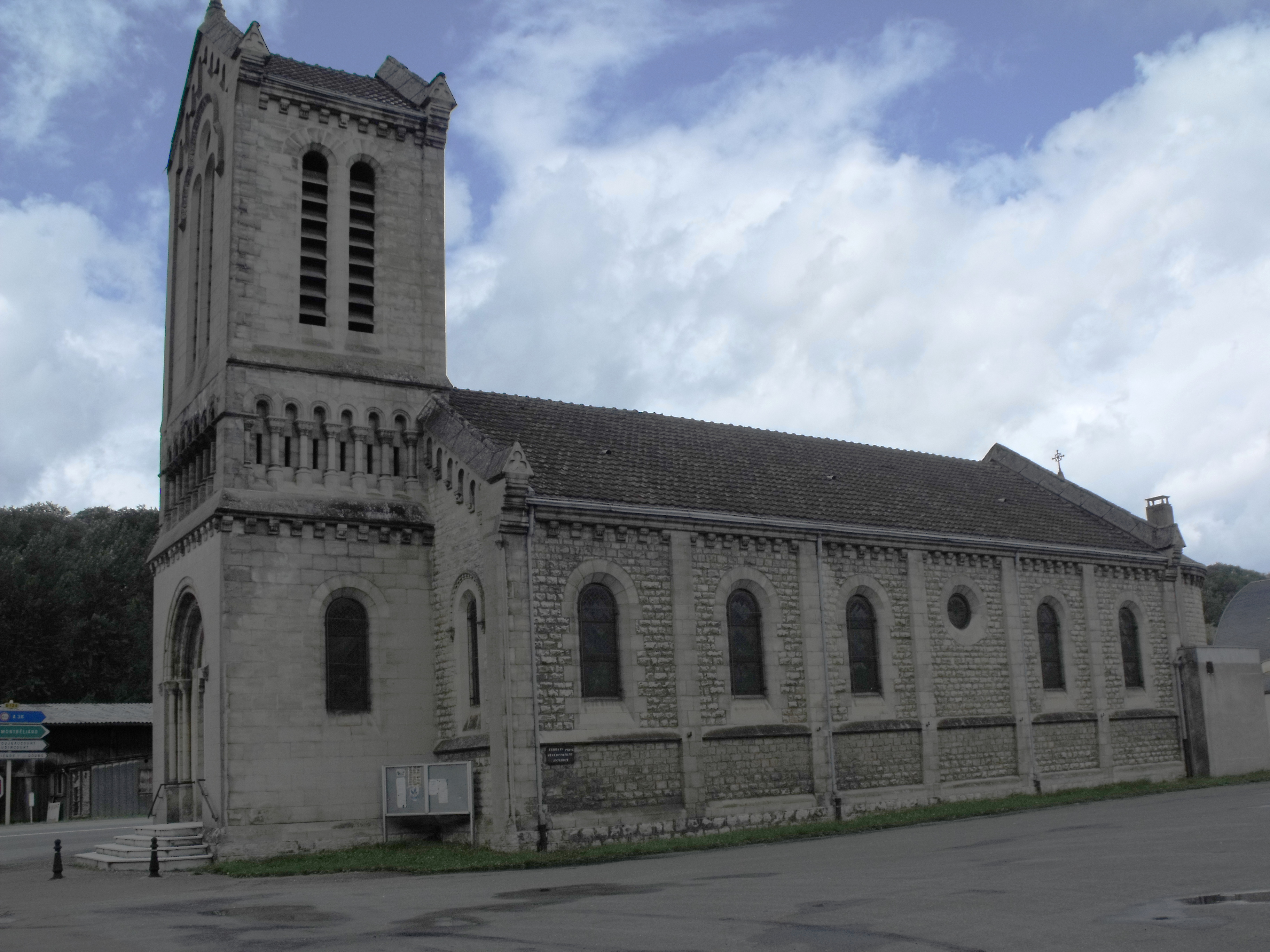
L'église Saint-Jean-l'Évangéliste.
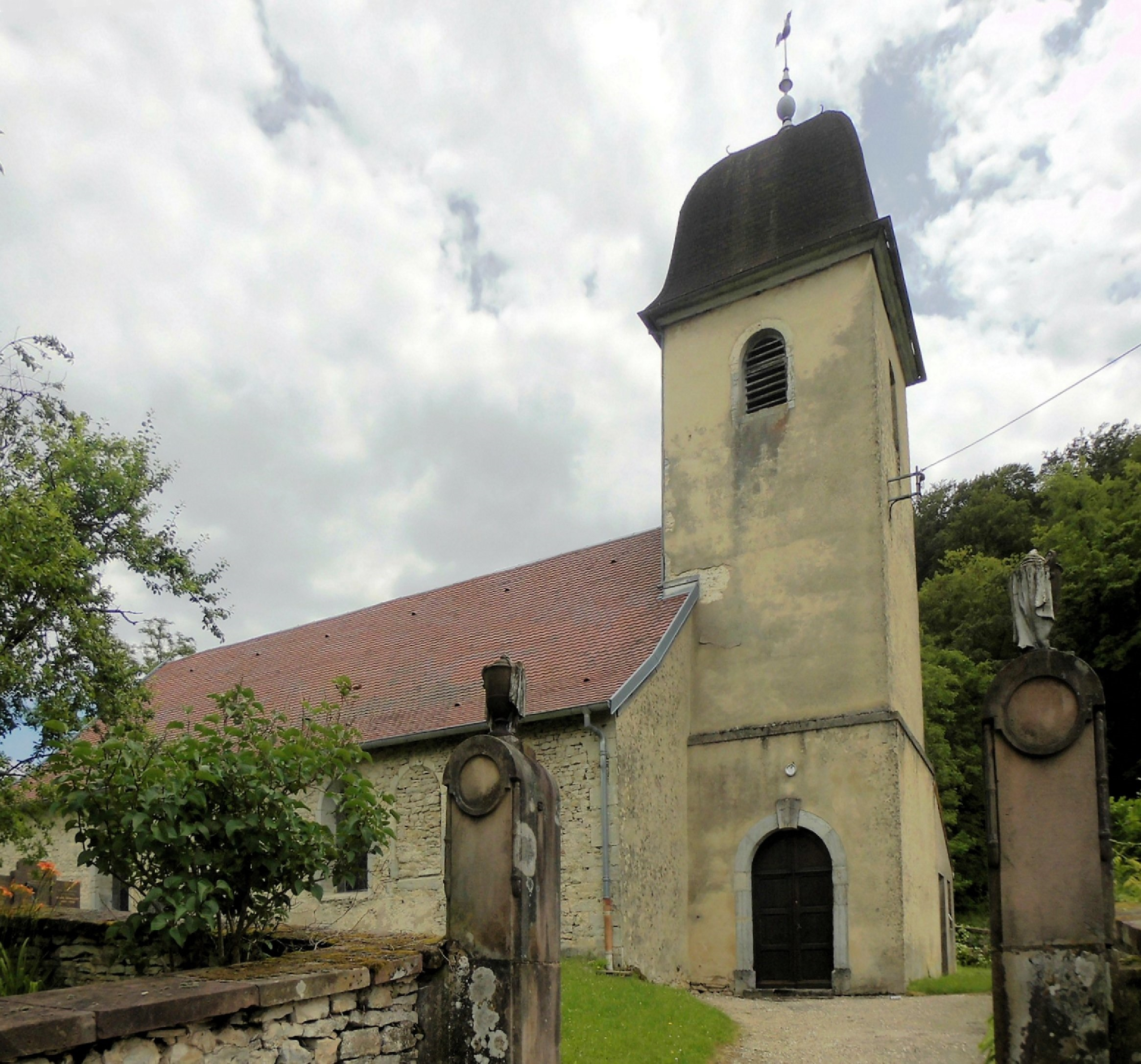
L'église protestante.

- Le temple protestant des XVIIe et XVIIIe siècles.
- Une gare SNCF.

- L'église Saint-Jean-l'Évangéliste.
- L'église protestante.

## Personnalités liées à la commune
- Georges Fellner (1888-1939), né et mort sur la commune, est un industriel et militant républicain qui fut conseiller général du canton de Pont-de-Roide. Capitaine en 1918, il est chef d'escadron d'artillerie de réserve en 1935[27].
- Jean Messagier, peintre, a vécu dans la commune voisine de Lougres, dans un ancien moulin au lieu-dit les Trois Cantons au pied du pont de la combe Charrot qui enjambe le Doubs.
- Matthieu Messagier, poète et fils du précédent, est né à Colombier-Fontaine puis a vécu de 1972 à sa mort dans le moulin de ses parents.
- Arthur Vichot, Champion de France de cyclisme sur route 2013 et 2016, y est né.